# Exotec
Exotec [eɡ.zo.tɛk] (anteriormente Exotec Solutions) es una empresa emergente fundada en 2015 con sede en Croix, en la región de Hauts-de-France, Francia. La compañía desarrolla soluciones que combinan robótica y software para optimizar la preparación de pedidos y la logística en el sector del comercio mayorista, la industria y el comercio electrónico.

## Historia
La empresa fue fundada en junio de 2015 por Renaud Heitz y Romain Moulin, dos exempleados de BA Systèmes. El 1 de diciembre de 2016 se publicó un artículo en L'Usine digitale sobre el robot 100 % francés que facilita la vida de los e-comerciantes. En mayo de 2017, L'Usine digitale destacó seis robots de start-ups que convencen a los minoristas.
En 2017, Cdiscount equipó sus almacenes con el sistema Skypod de Exotec, colaboración que en noviembre de 2018 fue reconocida con el premio "David con Goliat".
En junio de 2018 Exotec anunció una financiación de 15 millones de euros y expandió su producción en Croix.
En 2019 estableció colaboraciones con AHS y Uniqlo. En septiembre de 2020 captó 90 millones de dólares (77 M €) en financiación, reconocida también por Le Figaro. En febrero de 2021 fue incluida en el programa Next40 y en enero de 2022, tras una ronda de 335 M $, se convirtió en unicornio de la French Tech.

## Finanzas

### Rondas de financiación
| Ronda   | Importe   | Inversores                                               |
| ------- | --------- | -------------------------------------------------------- |
| Semilla | 1,6 M €   | 360 Capital                                              |
| Serie A | 3,3 M €   | 360 Capital, Breega                                      |
| Serie B | 17,7 M $  | 360 Capital, Breega, Iris Capital                        |
| Serie C | 90,0 M $  | Dell Technologies Capital, Breega, Iris Capital, 83North |
| Serie D | 335,0 M $ | Goldman Sachs, Bpifrance, Large Venture, 83North         |

### Datos financieros
Según fuentes públicas, los ingresos anuales fueron:
- 2022: 157 M €
- 2023: 285 M €
- 2024: 288 M €

## Exotec por el Mundo
En mayo de 2025, Exotec cuenta con oficinas en seis países y ha instalado más de 135 sistemas en más de 12  países.

### Exotec - Oficina y centro de demostración
- Francia - Lille (sede central)[18]
- Alemania - Múnich (centro de demostración + oficina) [19]
- EE. UU. - Atlanta (centro de demostración + oficina)[20]
- Japón - Tokio (centro de demostración + oficina)[21]
- Corea del Sur - Seúl (centro de demostración + oficina)[22]
- Austria - Graz (oficina)[23]
- Francia - Lyon (laboratorio de I+D)[24]

### Exotec enEuropa
Referencias destacadas de clientes en Europa:
- Francia(Renault[25])
- Países Bajos (Ceva Logistics[26])
- Polonia (ILS European Logistics[27])
- Italia (OdPlus[28])
- España (PCComponentes[29])
- Suiza (Dosenbach-Ochsner[30])

### Exotec en Norteamérica
Referencias destacadas de clientes en Norteamérica:
- EE. UU., Kentucky (Gap[31])
- EE. UU., Míchigan(Lane Automotive[32])
- Canadá, Montreal (Decathlon[33])

### Exotec inAsia-Pacífico
Nennenswerte Kundenreferenz im Asien-Pazifischen Raum:
- Japón, Nagoya (Alps Logistics[34])
- Japón, Tokio (Uniqlo[35])

## Logotipo

Logotipo 2017–2019
Logotipo 2019–2022
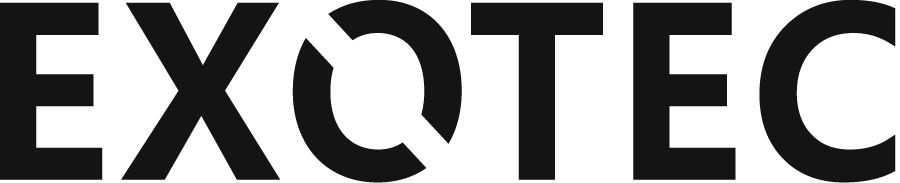
Logotipo desde 2022